# 코뿔새
코뿔새(Buceros rhinoceros)는 가장 큰 코뿔새과 가운데 하나에 속하는 새로, 길이는 110~127센티미터(43~50인치)에, 무게는 2~3kg이다. 코뿔새는 최대 35년을 산다. 이 새는 가장 높은 우림에서 볼 수 있다.
다른 대부분의 코뿔새과의 새들과 같이 수컷의 눈은 주황이나 빨간 색이며, 암컷은 하얀 빛깔을 띤다. 이 새는 주로 하얀 부리와 투구(투구의 끝은 위쪽으로 굽어 있음)가 있지만 이곳 저곳에 주황색으로 된 부위들이 있다. 아래쪽, 특히 꼬리쪽은 하얗다. 이 새는 말레이 반도, 수마트라섬, 자와섬, 보르네오섬에 서식한다.
일부 다야크족에게는 이 새가 전쟁의 신 "Singalang Burong"으로 대표된다. 사라왁주의 말레이시아 주를 대표하는 새이기도 하다.

## 사진첩

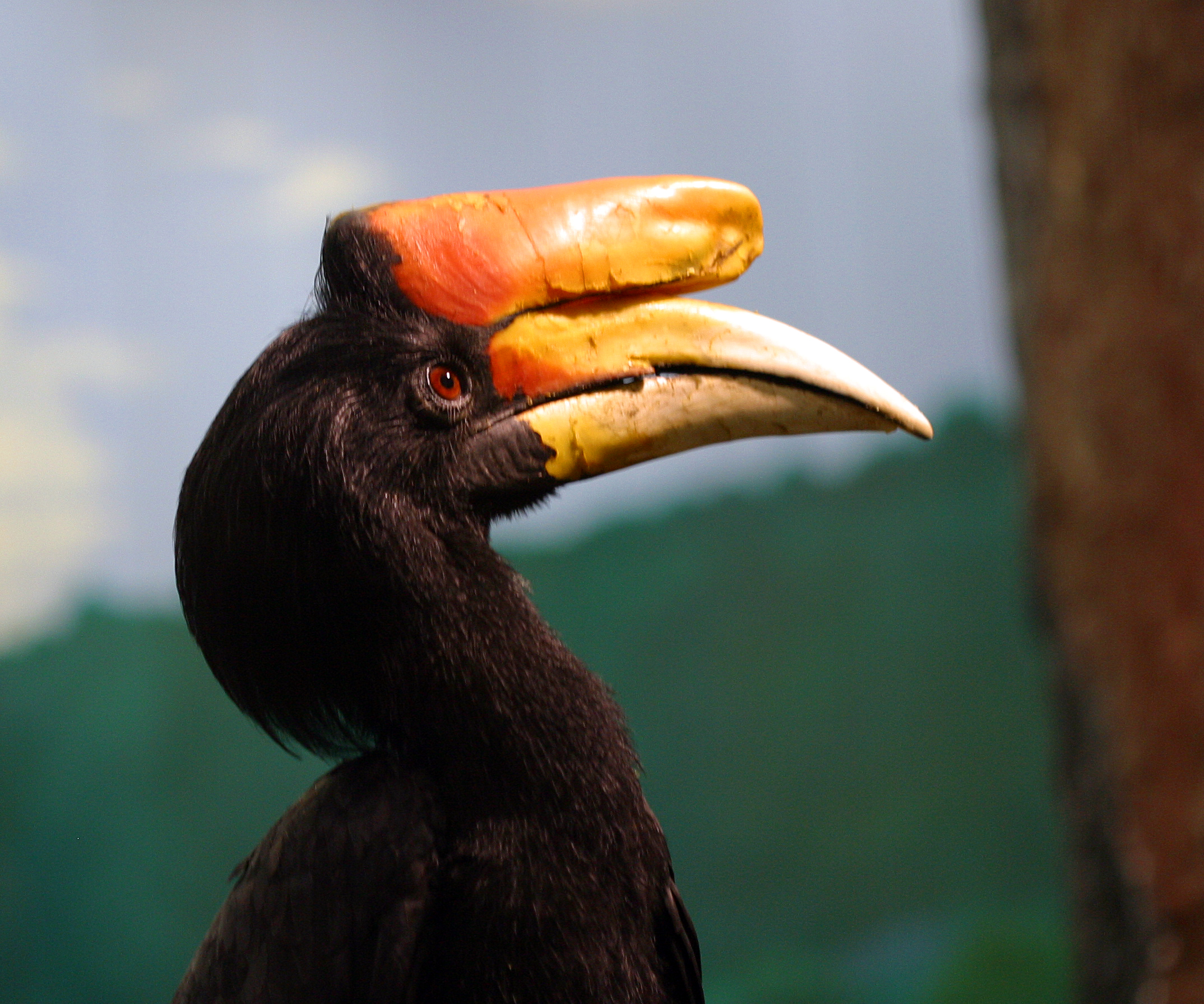
피츠버그 국립 조류사육장에서의 수컷
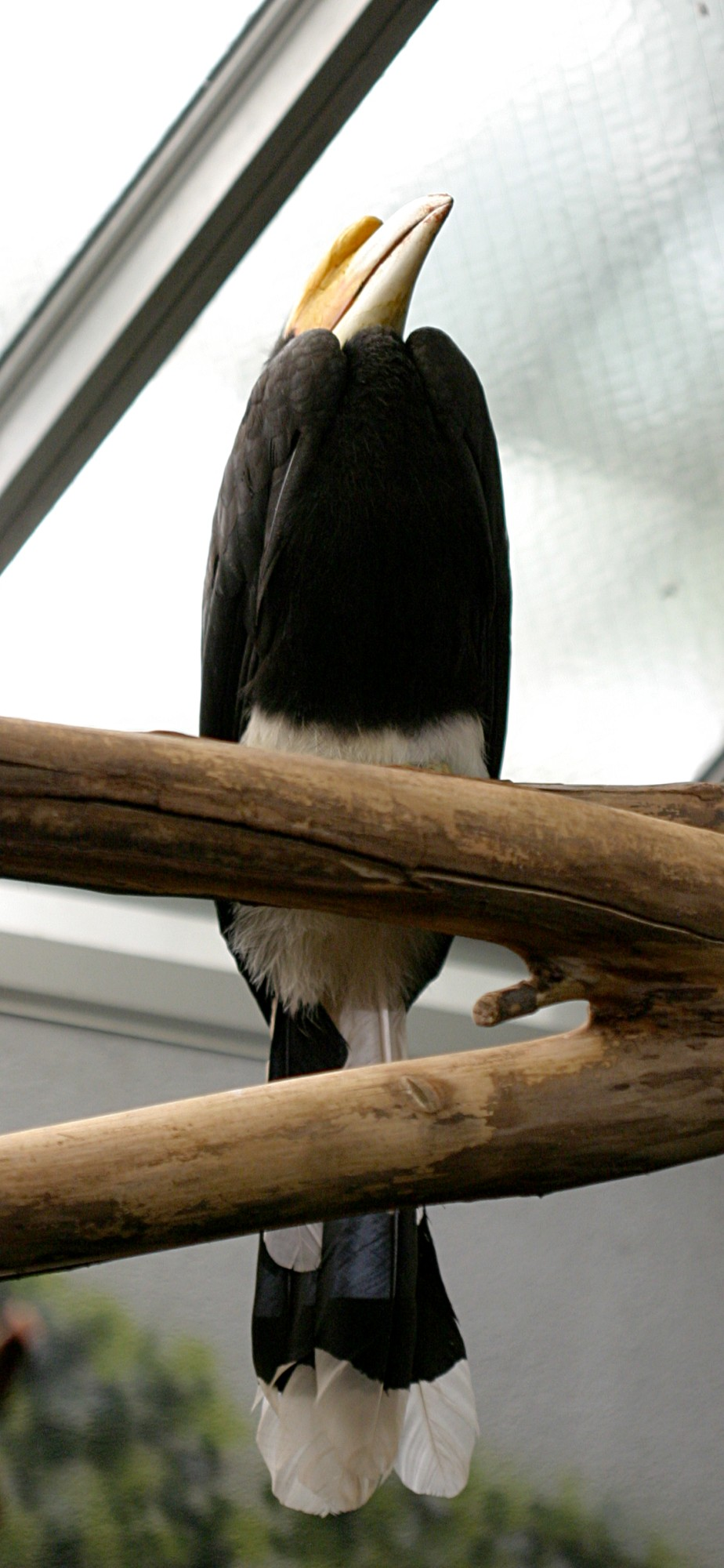
아래쪽
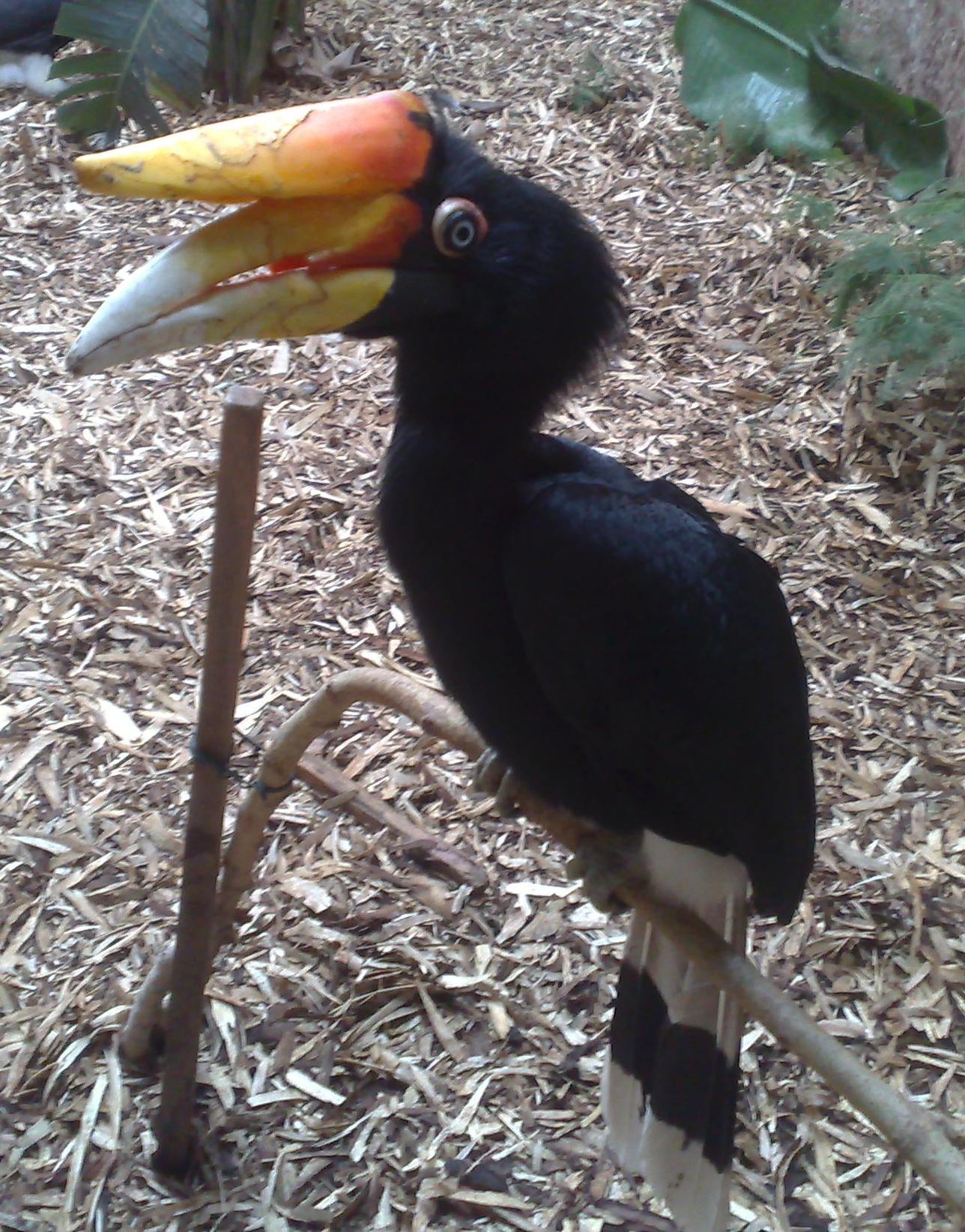
체스터 공원에서
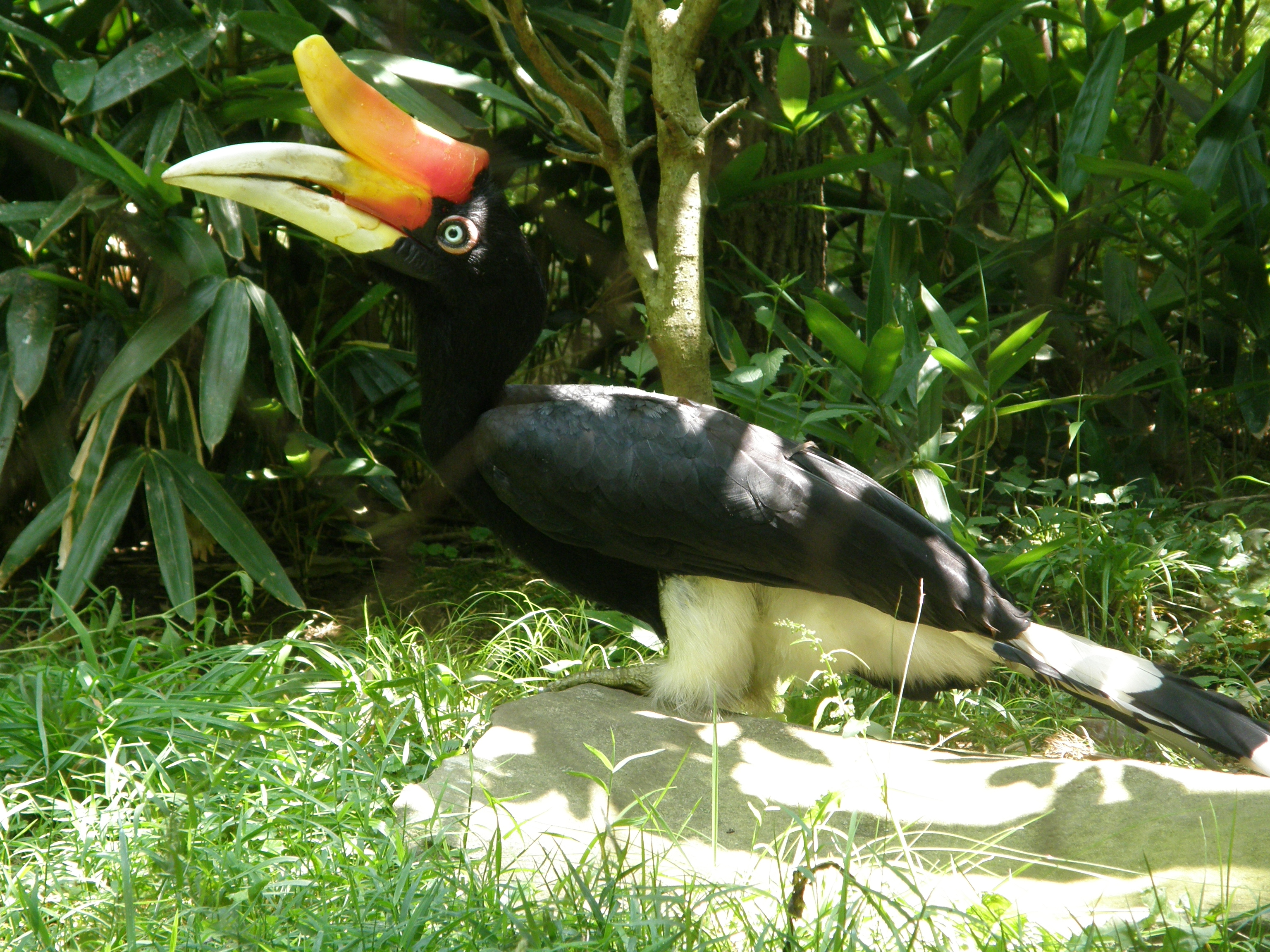

## 같이 보기
- 코뿔새과